# Nato Taiwia
Nato Taiwia, né le 19 octobre 1956, est un homme politique vanuatais.
Durant la période coloniale, sous le condominium franco-britannique des Nouvelles-Hébrides, il effectue sa scolarité dans une école primaire coloniale britannique, puis dans une école secondaire coloniale française, avant de compléter ses études au Centre de formation et de promotion rurale (CFPR) en Nouvelle-Calédonie. Il devient policier dans la Force mobile de Vanuatu, puis directeur d'une entreprise de sécurité privée.
Il entre au Parlement pour la première fois lors des élections d'octobre 2012, en tant que député de la circonscription d'Éfaté (rural), sous l'étiquette du Parti progressiste mélanésien. Il conserve apparemment son siège lors des législatives de janvier 2016, et est nommé ministre de la Jeunesse et des Sports par le nouveau premier ministre Charlot Salwai le 11 février. En avril, un recompte des voix dans sa circonscription d'Éfaté révèle toutefois qu'il a en réalité perdu de justesse cette élection. Il doit céder son siège de député à Gillion William, du parti Terre et Justice, et perd donc également son portefeuille ministériel. Il n'est remplacé à celui-ci qu'au mois de juin, par Jack Norris, député UPM d'Éfaté.